# Rye Lane
Rye Lane es una película de comedia dramática y romance británica de 2023 dirigida por Raine Allen-Miller (en su debut como directora de largometrajes) a partir de un guion de Nathan Bryon y Tom Melia. Ambientada en las áreas del sur de Londres de Peckham y Brixton, la película lleva el título de Rye Lane de la vida real. Es protagonizada por David Jonsson y Vivian Oparah como dos extraños que tienen un encuentro casual, después de haber pasado por rupturas recientes, y pasan el día conociéndose.
Rye Lane tuvo su estreno mundial en el Festival de Cine de Sundance de 2023 el 23 de enero, y fue estrenada en el Reino Unido el 17 de marzo de 2023 por Searchlight Pictures. La película recibió elogios de la crítica, con aclamación por las actuaciones de Jonsson y Oparah, la dirección, el estilo y la originalidad de la película.

## Reparto
- David Jonsson como Dom
- Vivian Oparah como Yas
- Simon Manyonda como Nathan
- Karene Peter como Gia
- Benjamin Sarpong-Broni como Eric
- Malcolm Atobrah como Jules
- Alice Hewkin como Tabby
- Poppy Allen-Quarmby como Cass
- Marva Alexander como Janet
- Llewella Gideon como Tanice
- Gary Beadle como Peter
- Andrew Francis como el papá de Dom
- Sandra Daley como la mamá de Dom
- Omari Douglas como Mona
- Munya Chawawa como Restaurant Crooner
- Blue Lab Beats como themselves

Colin Firth hace un cameo en la película como un chef de tortillas.

## Producción
La fotografía principal estaba en marcha en Londres en abril de 2021, cuando se reveló que Nathan Bryon había escrito su primer guion de largometraje con Tom Melia, entonces bajo el título provisional Vibes & Stuff. Yvonne Isimeme Ibazebo de DJ Films y Damian Jones de Turnover Films produjeron la película, con la asistencia y financiación de BBC Film, el British Film Institute (BFI) y Searchlight Pictures. También se reveló en abril de 2021 que Vivian Oparah y David Jonsson protagonizarían la película.
Jones envió a Raine Allen-Miller una invitación para dirigir la película según lo sugerido por Eva Yates, una productora ejecutiva de BBC Films que conoció a Allen-Miller a través de su cortometraje Jerk de 2018. Después de abordar el proyecto, Allen-Miller ayudó a desarrollar el guion con Bryon, Melia y la editora de guiones y productora ejecutiva Sophie Meyer. Otros productores ejecutivos incluyen a Rose Garnett, Paul Grindey, Kristin Irving y Charles Moore.
La película iba a estar ambientada originalmente en Camden, al norte de Londres, antes de que Allen-Miller cambiara las localizaciones a Brixton y Peckham. Los lugares de filmación incluyeron el restaurante Coal Rooms, Rye Lane Market, la tienda de comestibles Nour Cash & Carry en Brixton Village, la tienda de pollos Morley's, el restaurante italiano Il Giardino, Brockwell Park y Peckhamplex.

## Estreno
La distribución corrió a cargo de Searchlight. Se lanzó un tráiler en enero de 2023. Rye Lane se estrenó en el Festival de Cine de Sundance de 2023, seguido de un estreno en la alfombra roja del Reino Unido el 8 de marzo de 2023 en Peckhamplex y un estreno en cines el 17 de marzo. Fue estrenada en la plataforma Disney+ Star en el Reino Unido, así como a nivel internacional y en Hulu en los Estados Unidos el 31 de marzo de 2023.